# Гиокари (Бузау)
Гиокари (рум. Ghiocari) насеље је у Румунији у округу Бузау у општини Килииле. Oпштина се налази на надморској висини од 516 m.

## Становништво
Према подацима из 2002. године у насељу је живело 73 становника, од којих су сви румунске националности.